# Jules Stockhausen
Pour les articles homonymes, voir Stockhausen.
Julius Christian Stockhausen, né le 22 juillet 1826 à Paris et mort le 22 septembre 1906 à Francfort-sur-le-Main, est un baryton et professeur de chant allemand.

## Vie
Franz (Anton Adam) Stockhausen Sr., harpiste et compositeur, et Margarethe Stockhausen (de), née Schmuck, soprano, reconnaissent les talents de leur fils Julius et encouragent leur développement.
Avant sa vingtième année, Julius joue déjà du piano, de l'orgue, du violon et du violoncelle. Il entre en 1845 au Conservatoire de Paris où il étudie le piano avec Hallé et Stamaty  et le chant avec Manuel García. Il poursuit ses études à Londres en 1849 avec Garcia. Il devient rapidement un baryton de concert renommé. Il dirige à Hambourg de 1862 à 1869 l'Orchestre philharmonique et l'Académie de chant (de). 
Il passe les cinq années suivantes à Stuttgart comme Kammersänger du roi de Wurtemberg, puis il dirige le Gesangverein  de Stern à Berlin. Il part enseigner en 1878 le chant au Conservatoire Hoch à Francfort. Des divergences avec le directeur Raff le poussent à démissionner et il monte alors sa propre école qui devient rapidement renommée mondialement. 
Après la mort de Raff en 1882, Stockhausen retourne au conservatoire tout en gardant sa propre école. Jenny Hahn, Clarence Whitehill (en), Johannes Messchaert, Hermine Spies (de), Horatio Connell (ru), Hugo Goldschmidt (de), Carl Perron (de), Raimund von Zur Mühlen et Max Friedlaender ont étudié avec Stockhausen. Il écrit une méthode de chant, Gesangsmethode (2 volumes), en 1884 qui est traduite en anglais par son élève Sophie Löwe. 
Il était un grand interprète des lieder de Schubert et de Brahms, ce dernier étant l'un de ses amis intimes.
Son frère, Franz Stockhausen Jr. est un chef de chœur renommé qui a étudié avec Moscheles. Sa fille, Julia Wirth, née Stockhausen (1886-1964) est mariée avec le violoniste allemand Emanuel Wirth (de). Elle a écrit une biographie sur Stockhausen.

## Œuvres
- Julius Stockhausens Gesangsmethode, Leipzig, C. F. Peters, 1884.
- Julius Stockhausens, Gesangsmethode, Traduction : Sophie Löwe. Londres, Novello, Ewer and Co., 1884.
- Julius Stockhausens Gesangstechnik und Stimmbildung, Frankfurt-sur-le-Main, C. F. Peters, 1886-87.